# Llau de Sant Salvador (Toralla)
La llau de Sant Salvador és un barranc afluent del riu de Serradell que discorre íntegrament pel terme de Conca de Dalt, al Pallars Jussà, dins del seu antic terme de Toralla i Serradell, a l'àmbit del poble de Toralla.
Es forma a la Serra de Sant Salvador, al costat sud-est del Turó de la Roca de Migdia i a migdia del Turó de la Roca Dreta, al nord de Roca Colomer i a llevant de l'ermita de Sant Salvador. Des d'aquest lloc baixa cap a ponent, cap al costat sud del poble de Toralla, on s'aboca en la llau de la Llacuna.